# Alimento integral

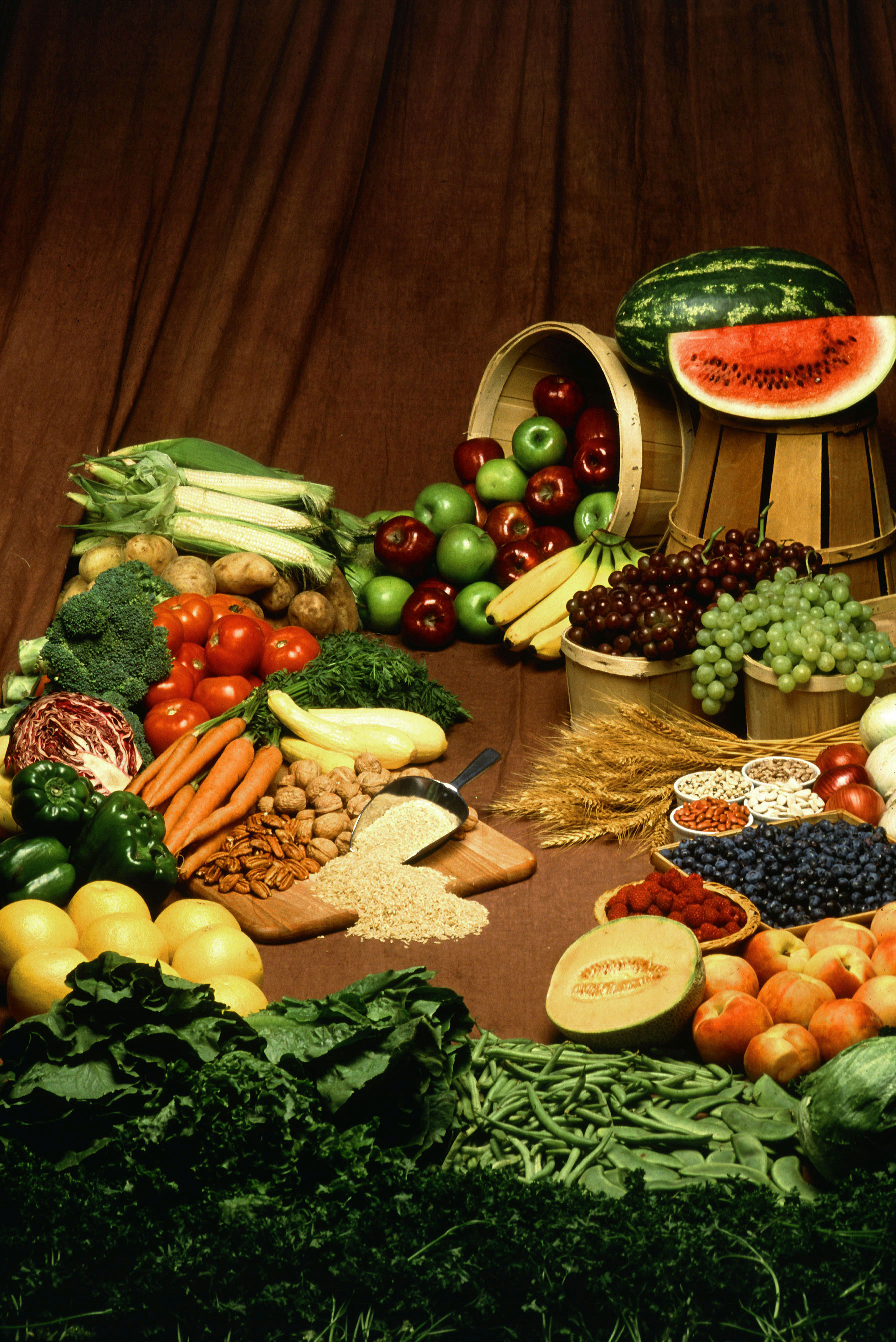
Alimentos integrales, sin procesado ni refinado.

En la industria de los alimentos, «integral» se refiere a aquel alimento de origen vegetal que no ha sido procesado, refinado o que lo han sido con una afectación mínima, previo a su consumo. Algo «íntegro» es algo «entero», «intacto», que no carece de ninguna de sus partes. Entre los alimentos integrales más populares están los granos integrales, los tubérculos enteros frescos, las legumbres secas, y las frutas y verduras frescas.
Existe cierta confusión sobre el uso del término que rodea la inclusión de ciertos alimentos, en particular alimentos de origen animal. El uso moderno del término dieta de alimentos integrales es ahora ampliamente sinónimo de "dieta integral basada en vegetales" con productos animales, el aceite y la sal ya no constituyen alimentos integrales.
El uso más temprano del término en la era postindustrial parece ser en 1946 en The Farmer, una revista trimestral publicada y editada desde su granja por F. Newman Turner, escritor y pionero agricultor orgánico. La revista patrocinó el establecimiento de Producer Consumer Whole Food Society Ltd, con Newman Turner como presidente y Derek Randal como vicepresidente. Los alimentos enteros se definieron como «productos maduros de campo, huerto o jardín sin sustracción, adición o alteración cultivados a partir de semillas sin apósito químico, en suelos fértiles abonados únicamente con desechos animales y/o vegetales, y compost de los mismos, y tierra, roca cruda y sin abonos químicos, aerosoles o insecticidas», con la intención de conectar a los proveedores y la creciente demanda pública de dichos alimentos. Dichas dietas son ricas en alimentos integrales y sin refinar, como granos enteros, verduras y frutas de color verde oscuro y amarillo/naranja, legumbres, nueces y semillas.